# Świętokrzyska Biblioteka Cyfrowa
Świętokrzyska Biblioteka Cyfrowa – projekt stworzony przez Wojewódzką Bibliotekę Publiczną w Kielcach, udostępniony publicznie od października 2010 roku. Celem projektu jest umożliwienie wyszukiwania zbiorów dziedzictwa kulturowego, takich jak zdigitalizowane starodruki, czasopisma, dokumenty życia społecznego, czy prace naukowe. Proces digitalizacji zbiorów w Wojewódzkiej Bibliotece Publicznej w Kielcach trwa od 2003 roku. To pierwsza wirtualna biblioteka w województwie Świętokrzyskim. Wchodzi w skład Federacji Bibliotek Cyfrowych, dołączyła jako 14. placówka regionalna w Polsce.
Pierwszym zdigitalizowanym dokumentem i jednocześnie najstarszą pozycją Biblioteki, była książka „Catholicon” Jana Balbusa z Genui, wydana w ok. 1470 roku w Strasburgu.